# Ernst Schneller (Film)
Ernst Schneller ist der Titel eines zweiteiligen Fernsehfilms nach dem Drehbuch und unter Regie von Rudi Kurz, der von der DEFA für das Fernsehen der DDR hergestellt wurde. Der erste Teil wurde erstmals am 11. September 1977 im 1. Programm ausgestrahlt. Der zweite Teil folgte am 13. September 1977.

## Handlung
Der Spielfilm stellt mehrere wichtige Passagen aus dem Leben des kommunistischen Lehrers und Politikers Ernst Schneller aus Schwarzenberg/Erzgeb. vom Anfang der 1920er Jahre bis zu seiner Ermordung im Konzentrationslager Sachsenhausen 1944 dar. Der Regisseur und Drehbuchautor Rudi Kurz stützte sich dabei vor allem auf die Biografie Ernst Schneller. Lebensbild eines Revolutionärs von Wolfgang Kießling. Nach den Verfilmungen der Biografien von Hans Beimler (1969) und Artur Becker (1971) war es der dritte Film von Rudi Kurz über das Leben einer Persönlichkeit der deutschen Arbeiterbewegung, die sich einordnete in die Bemühungen des DDR-Fernsehens um eine personenbezogene Aufarbeitung der Geschichte vor 1945.
Ernst Schneller war Mitglied des Rotfrontkämpferbundes, maßgeblich am Bau des Arbeiterheimes Bermsgrün beteiligt und wurde Reichstagsabgeordneter in Berlin. Die KPD-Führung ernannte ihn zum Leiter der Reichsparteischule „Rosa Luxemburg“. 1933 wurde er von den Nationalsozialisten gefangen genommen und nach elfjähriger Haft im Konzentrationslager ermordet.

## Kritik
Das Lexikon des internationalen Films schreibt: „Fürs DDR-Fernsehen gedrehte Heldenverehrung nach konventionellem Muster, filmisch und für zeitgeschichtlich Interessierte wenig attraktiv.“

## Produktion
Drehorte der zweiteiligen Filmbiografie waren neben Schwarzenberg und Berlin u. a. auch Bermsgrün, Raschau und Sosa im sächsischen Erzgebirge. Die Studioaufnahmen erfolgten im DEFA-Studio für Spielfilme in Potsdam-Babelsberg.
Der Regisseur des Films beabsichtigte nach eigener Aussage nicht, eine reine Biografie zu drehen.
Das „Schöpferkollektiv“ des Films (der damalige Leiter des Bereichs Kinder/Jugend/Sport beim DDR-Fernsehen Klaus Herde, Regisseur und Drehbuchautor Rudi Kurz, die Darsteller Horst Schulze, Sergei Bondartschuk und Renate Blume, Kameramann Horst Hardt und Dramaturg Fritz Schmenger) wurde im August 1978 mit dem erstmals verliehenen Ernst-Schneller-Preis der Gesellschaft für Sport und Technik (GST) ausgezeichnet.

## Zuschauerzahlen
Die Sehbeteiligung bei beiden Filmteilen lag 1977 bei 22,7 % (1. Teil) und 23,7 % (2. Teil).